# Текаги-шуко
Шуко или Текаги (на японски: 手鈎 – Shukō; Tekagi), Ашико (на японски: 足甲 – Ashikō), Текко-Каги (на японски: 手甲鉤 – Tekkō-Kagi), Неко те (на японски: 猫手 – Nekō te) и Какуте (на японски: 角手 – Kakute) са оръжия Каги (куки; нокти) (на японски: 鈎), а също така и Какуши Буки (на японски: 隠し武器 – Kakushi Buki) (скрити оръжия), използвани от Нинджа. Техниките за използване на тези оръжия са известни като Шуко-джуцу (на японски: 手鈎術 – Shuko-jutsu), практикувани в традицията на школата Тогакуре Рю Нинпо (на японски: 戸隠流 – Togakure Ryū Ninpō), влизаща в състава на Буджинкан (на японски: 武神館 – Bujinkan).

## Шуко и Ашико
Шуко и Ашико са едно и също оръжие, с разлика, че Шуко е предназначено за използване с ръце, а Ашико за крака. Те представляват метални пластини с шип–нокът подобни издатини, които се прикрепят с кожени каишки около дланите или китките (стъпалата), като шиповете застават под дланта. Използват се за защита, като с тях може да се отбие атаката на вражески меч, (от тук идва легендата, че Нинджа е в състояние, наред с другите подвизи, да блокира меч с голи ръце) или за атака, като шиповете могат да оставят на лицето на нападателя ужасни рани. Също така, Нинджа ги използват и да се изкачват по-лесно по стени или дървета.

## Текко-Каги
Оръжието Текко-Каги е подобно на желязна лапа. Представлява желязна или кожена гривна, върху която са закрепени дълги шипове–резци. При различните разновидности на оръжието шиповете са с различна дължина, но по принцип са доста дълги, като обхващат горната част на ръката от лакътя или от китката нагоре и достигат до няколко сантиметра или много над пръстите. Текко-Каги може да се използва при защита, поради голямата си площ, почти като щит или за нападение, като щетите, които нанася могат да бъдат доста големи, най-вероятно би могло да пробие и броня. Техники за ползване на оръжието има в школите по „Будо Рю Нинджуцу“.

## Неко те и Какуте
Неко те (в превод означава котешки нокти или лапа) и Какуте са остри ножове или метални нокти–подобни пластини, закрепени на пръстите чрез пръстени от външната или вътрешната страна на ръката. Те се използват за да се нанесе смъртоносен удар по точкови, артериални и други жизненоважни области, като най-често се мажат с отрова.

## Подобни приспособления
Подобни приспособления в днешно време се използват в туризма, пещерното дело и алпинизма за изкачване на стръмни ледници, заснежени върхове или на ледени пързалки в пещерите. Известни са под името Котки.

## В комиксите
- Шуко – Подобни оръжия имат Батман и Шрьодер.
- Текко-Каги – Най-известното подобно оръжие е на комикс героя Росомаха (Wolverine).
- Неко те – В комиксите подобни оръжия имат Жената-котка и Саблезъб.